# PSL (винтовка)
PSL (рум. Puşcă Semiautomată cu Lunetă model 1974) — самозарядная снайперская винтовка румынского производства. Коммерческие версии этой винтовки известны под обозначениями PSL-54C, Romak III, FPK, FPK Dragunov и SSG-97 (нем. Scharfschützengewehr - 1997). Несмотря на очевидное внешнее сходство с советской винтовкой СВД, конструкция оружия основана на РПК.

## Конструкция
Снайперская винтовка PSL как собственно и АК использует газоотводную автоматику с длинным ходом газового поршня (в СВД используется автоматика с коротким ходом) и поворотным затвором с двумя боевыми упорами. Конструкция ствольной коробки позаимствованна из  РПК. Ствольная коробка штампованная.

## Страны-эксплуатанты
- Ангола — использовался солдатами МПЛА[1]
- Афганистан
- Бангладеш[2]
- Египет
- Ирак[3]
- КНДР[3]
- Ливия
- Молдова
- Румыния[3]
- Турция
- Эфиопия